# Floreal Antonio Ferrara
Floreal Antonio Ferrara (Punta Alta, 7 de junio de 1924 - Buenos Aires, 11 de abril de 2010) fue un cardiólogo argentino, especializado en medicina social, autor de varios libros y ministro de Salud en la Provincia de Buenos Aires durante las gobernaciones de Oscar Bidegain (1973) y Antonio Cafiero (1987).

## Primeros años
Era hijo de un carpintero naval anarquista que organizó el primer sindicato de la zona. De niño fue afectado por la poliomielitis que le dejó como secuela una dificultad para andar.

## Actividad profesional
Obtuvo su diploma de médico de la Universidad Nacional de La Plata en 1950, el de especialista en cardiología en la Universidad de Buenos Aires y once años después fue experto en Salud y Desarrollo Económico Social de la OEA, función que lo llevó inclusive a África. Entre 1957 y 1975 se desempeñó como docente en la Facultad de Medicina de La Plata, en la cátedra de Medicina Preventiva y Social. Desde 1995 fue director de cursos de posgrado de Administración de la Salud, en las Universidades de Tres de Febrero, Lomas de Zamora y profesor de Ética en la Universidad Nacional de General San Martín.
En diciembre de 2007, fue designado Ciudadano ilustre de la Ciudad de Buenos Aires en retribución a su dedicación “al avance científico en el campo de la salud y al compromiso político y social para que ello se plasme en un sistema público que garantice el bienestar de toda la población”.

## Libros
Entre sus obras se encuentran:
- Alcoholismo en América latina (1960);
- Desarrollo y bienestar argentino (1966);
- Teoría social y salud (1985);
- Teoría política y salud (1994);
- Teoría de la corrupción y salud (1997) y
- Teoría de la verdad y salud (2004).
- Teoría social y salud (1985)